# Vrije Universiteit Brussel
Vrije Universiteit Brussel (în română Universitatea liberă din Bruxelles), abreviat VUB, este o universitate de limbă neerlandeză care a devenit juridic independentă în 1970 prin separare pe linie lingvistică de Université libre de Bruxelles – abreviat ULB, în traducere tot Universitatea liberă din Bruxelles – fondată în 1834. Cele două universități nu folosesc denumirile lor în traducere, pentru a evita ambiguitatea.